# Гарсия, Ньевес
Ньевес Гарсия Висенте (исп. Nieves García Vicente; род. 23 июля 1955) — испанская шахматистка, международный мастер среди женщин (1978).
11-кратная чемпионка Испании (1975, 1977, 1978, 1981, 1982, 1984, 1992, 1993, 1996, 1998, 2003). 
В составе национальной сборной участница пятнадцати Олимпиад (1974—2000, 2004) и четырёх командных чемпионатов Европы (1992—1997, 2001—2003). На седьмой Олимпиаде (1976) в Хайфе команда заняла 3-е место, а Н. Гарсия, выступая на 2-й доске, выиграла серебряную медаль в индивидуальном зачёте.

## Изменения рейтинга
| Графики недоступны из-за технических проблем. См. информацию на Фабрикаторе и на mediawiki.org. |